# Erminia Mazzoni
Erminia Mazzoni (Napoli, 28 aprile 1965) è una politica italiana.
Consigliera provinciale di Benevento, è stata eletta dalla Camera dei deputati nella XIV legislatura nelle liste della Casa delle Libertà, in quota Centro Cristiano Democratico, e nella XV nelle liste dell'UDC. Nel 2009 è stata eletta al Parlamento europeo nelle liste del Popolo della Libertà.

## Biografia
Figlia dell'avvocato Ernesto Mazzoni, sindaco di Benevento, ha conseguito la laurea in giurisprudenza presso l'Università degli studi di Roma "La Sapienza" (specializzazione in diritto delle organizzazioni internazionali presso l'ISTUD di Roma) e ha svolto la professione di avvocata, dividendosi tra la Campania e il Lazio. Ha inoltre conseguito il diploma di interprete e traduttore, e completato un corso di specializzazione per interprete e traduttore parlamentare nelle lingue inglese e tedesco con indirizzo tecnico-giuridico.

### Attività politica
È stata consigliera regionale in Campania dal 1995 al 2000. Ha fatto parte della delegazione della Regione Campania negli USA per gli incontri bilaterali sui sistemi federali internazionali. È stata: segretaria provinciale UDC di Benevento nel 1996-97 e 1998-99, vicecommissaria regionale del CCD dal 1998, presidente nazionale del CCD-Donne e componente del büro politico PPE Donne.

#### Elezione a deputato
Alle elezioni politiche del 2001 è candidata alla Camera dei Deputati, in quota CCD, nel collegio uninominale n°10 (Ariano Irpino), sostenuta dai partiti della Casa delle Libertà (FI, AN, CCD-CDU ed altri minori), risultando vincitrice e venendo eletta deputata della XIV Legislatura.
Nel 2002, con lo scioglimento del Centro Cristiano Democratico, aderisce all'Unione di Centro, di cui è vicesegretario nazionale dall'ottobre 2005 al giugno 2007; ha inoltre fatto parte della direzione e del consiglio nazionale e fino al 2008 ne è stata responsabile nazionale del dipartimento giustizia.
Alle successive elezioni politiche del 2006 è ricandidata alla Camera dei Deputati, nella circoscrizione Campania 2, nelle liste dell'Unione di Centro (in quarta posizione), venendo rieletta deputata della XV Legislatura.
Alle elezioni politiche del 2008 è candidata al Senato della Repubblica, in regione Campania, nelle liste dell'Unione di Centro (in seconda posizione, dietro a Ciriaco De Mita), tuttavia non viene eletta in quanto il partito non supera la soglia di sbarramento dell'8% a livello regionale.
Nel 2008 è inoltre stata la candidata dell'Unione di Centro alla carica di presidente della provincia di Benevento, ottenendo il 6,36% dei voti; dato in crescita rispetto alle precedenti elezioni provinciali, diversamente da quanto accaduto a livello nazionale.

#### Europarlamentare
Nel 2009 lascia l'UDC ed entra nel Popolo della Libertà, partito con cui è candidata al Parlamento Europeo nella circoscrizione Italia Meridionale: viene eletta eurodeputata con oltre 120.000 preferenze, risultando tra i candidati più votati.
Al Parlamento Europeo è stata Presidente della Commissione per le petizioni.
Il 16 novembre 2013, con la sospensione delle attività del Popolo della Libertà, aderisce al Nuovo Centrodestra di Angelino Alfano, partito che lascerà nel 2014, quando non si ricandida alle elezioni europee di quell'anno.
In occasione delle elezioni regionali in Campania del 2015, insieme ad altri fuoriusciti del centro-destra (tra cui il senatore Vincenzo D'Anna e l'ex deputato Arturo Iannaccone), sostiene il candidato del centro-sinistra Vincenzo De Luca, a discapito del candidato ufficiale del centro-destra Stefano Caldoro.
Alle elezioni amministrative del 2016 a Benevento sostiene Clemente Mastella, candidato del centro-destra; in seguito alla vittoria di quest'ultimo, il 29 giugno 2016 viene nominata Vicesindaco di Benevento, assumendo anche le deleghe alle istituzioni europee, nazionali e regionali, alla programmazione comunitaria e fondi europei, alla legalità e trasparenza. Lascerà l'incarico in giunta il 10 giugno 2017, in seguito a dissidi con il sindaco Mastella.
Alle elezioni regionali del 2020 è candidata al Consiglio regionale, coma capolista in provincia di Napoli di Campania Libera, lista civica a sostegno del candidato di centro-sinistra Vincenzo De Luca, ma non viene eletta.

## Incarichi parlamentari
XIV Legislatura
- Membro della I Commissione (Affari costituzionali, della Presidenza del Consiglio e Interni) (dal 20 giugno 2001 al 6 settembre 2002 e dal 29 aprile 2005 al 27 aprile 2006)
- Membro della II Commissione (Giustizia) (dal 20 giugno 2001 al 27 aprile 2006)
- Membro della III Commissione (Affari esteri e comunifati) (dal 6 settembre 2002 al 18 aprile 2005)
- Membro del Comitato parlamentare per i procedimenti di accusa (dal 13 giugno 2001 al 27 aprile 2006)
- Membro del Comitato per le pari opportunità (dal 4 dicembre 2001 al 27 aprile 2006)
- Membro della Commissione 'Premio Ilaria Alpi e Maria Grazia Cutuli' (dal 7 ottobre 2002 al 27 aprile 2006)

XV Legislatura
- Membro della II Commissione (Giustizia) (dal 6 giugno 2006 al 28 aprile 2008)
- Membro del Comitato per le pari opportunità (dal 20 luglio 2006 al 28 aprile 2008)